# Bâtards sensibles
Albums de TTC
Ceci n'est pas un disque
(2002) 3615 TTC
(2006)
Bâtards sensibles est le second album du groupe de rap français TTC, sorti le 25 octobre 2004 chez Big Dada, sur lequel on retrouve les trois MC du groupes, Teki Latex, Tido Berman et Cuizinier.
Les productions sont l'œuvre de Tacteel, Tido Berman et Para One, et les scratchs signés DJ Orgasmic.
Cet album qui allie musique électronique et rap, est vendu en double CD, le second CD contenant les versions instrumentales.
Les paroles explorent des thèmes comme les menstruations, la culture manga ou les maux de têtes. Certains[Qui ?] qualifient certains textes de misogynes, machistes et indécents (« Du sang sur le dancefloor », « Girlfriend »), contrastant avec des paroles plus posées (« Bâtard sensible »).
Il fut nommé lors de la vingtième édition des Victoires de la musique dans la catégorie « meilleur album rap/hip-hop de l'année ».
Bâtards sensibles est également sorti un an plus tard dans une version Screwed & Chopped par DJ Raze.
Les quatre visages figurant sur la pochette sont les visages des trois MC, ainsi que celui d'Orgasmic.

## Liste des morceaux
- CD 1

1. Ebisu Rendez-Vous
2. Dans Le Club
3. Chant Des Hommes
4. Du Sang Sur Le Dancefloor
5. Catalogue
6. J'ai Pas Sommeil
7. Rap Jeu
8. Latest Dance Craze avec Busdriver & Radioinactive
9. Girlfriend
10. Bâtard Sensible[Note 1]
11. Codéine
12. Meet The New Boss avec Out One

- CD 2 : Versions instrumentales

1. Ebisu Rendez-Vous (instrumental)
2. Dans le Club (instrumental)
3. Le Chant des Hommes (instrumental)
4. Du Sang sur le Dancefloor (instrumental)
5. Catalogue (instrumental)
6. J'ai pas Sommeil (instrumental)
7. Rap-Jeu (instrumental)
8. Latest Dance Craze (instrumental)
9. Girlfriend (instrumental)
10. Bâtard Sensible (instrumental)
11. Codéine (instrumental)
12. Meet the New Boss (instrumental)